# الإصلاح الاقتصادي السوفيتي 1965

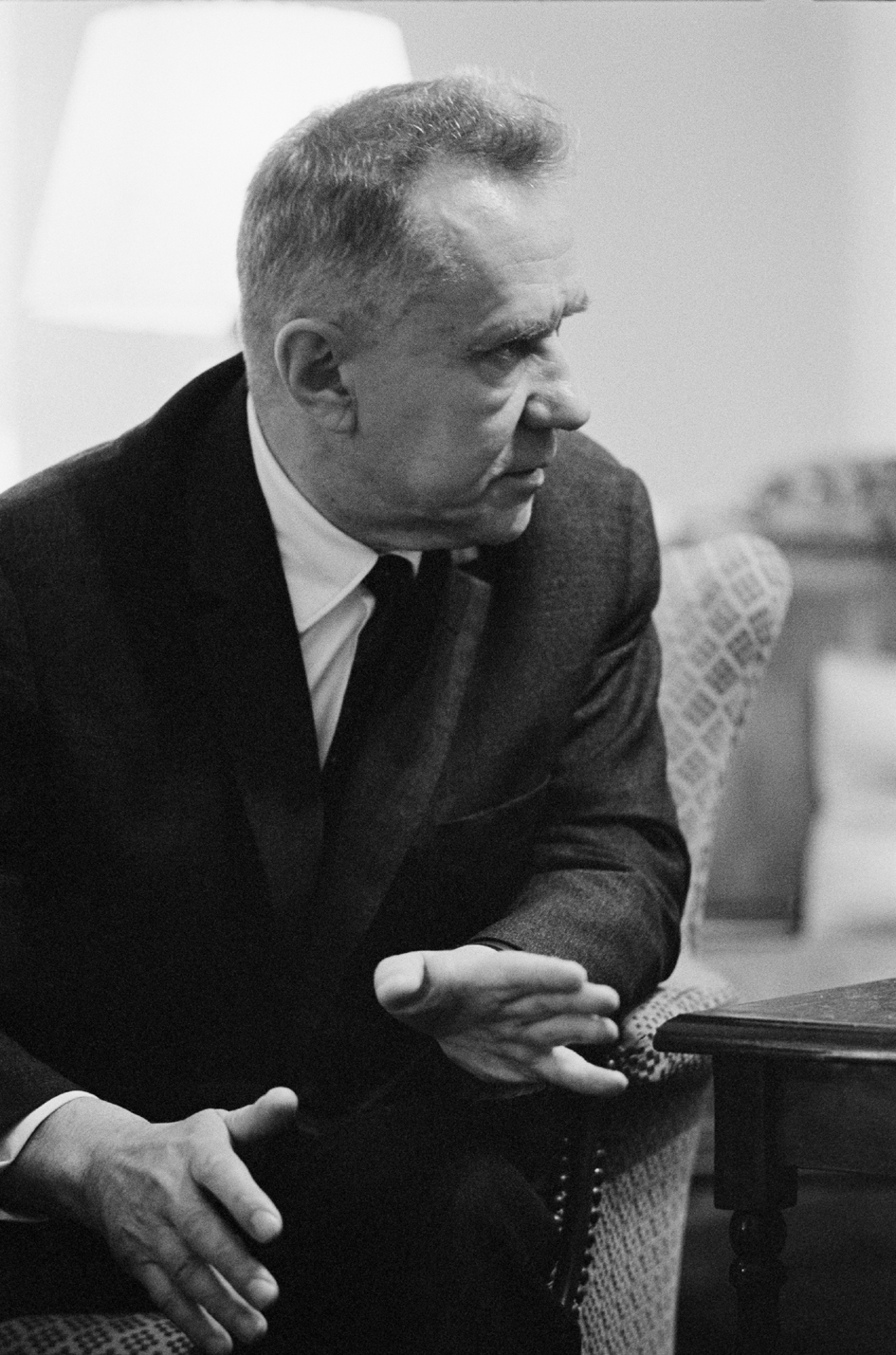
أليكسي كوسيغين

الإصلاح الاقتصادي السوفييتي لعام 1965، ويسمى في بعض الأحيان إصلاح كوسيغين أو إصلاح ليبرمان، هو مجموعة من التغييرات المخطط لها في اقتصاد الاتحاد السوفييتي. كان محور هذه التغييرات هو إدخال الربحية والمبيعات ليكونا المؤشرين الرئيسيين لنجاح المؤسسة. تذهب بعض أرباح مؤسسة ما إلى ثلاثة صناديق تستخدم في مكافأة العمال وتوسيع العمليات؛ ويذهب معظمها إلى الميزانية المركزية.
أدخل أليكسي كوسيغين- الذي كان قد أصبح للتو رئيسًا للاتحاد السوفييتي بعد إزالة نيكيتا خروتشوف- الإصلاحات سياسيًا وصادقت عليها اللجنة المركزية في سبتمبر عام 1965. عكست هذه الإصلاحات بعضًا من الرغبات الدفينة للمخططين الاقتصاديين ذوي التوجهات الرياضية، وكانت بداية التحول لزيادة اللامركزية في عملية التخطيط الاقتصادي.

## خلفية
أدخلت السياسة الاقتصادية الجديدة، تحت قيادة لينين، مفاهيم الربحية والحوافز واستخدمتها لتنظيم الاقتصاد السوفييتي. نقل ستالين هذه السياسة بسرعة من خلال التنظيم الجماعي للمزارع وتأميم الصناعة، وكان ذلك نتيجة لتسريع التخطيط المركزي مثلما يتضح في «الخطط الخمسية». استخدم الاتحاد السوفييتي نظامًا مركزيًا لإدارة اقتصاده منذ نحو عام 1930. خلقت البيروقراطية الفردية خططًا اقتصادية في هذا النظام، حيث خصصت وظائف للعمال، وحددت الأجور وفرضت توزيع الموارد، وأسست مستويات التجارة مع البلدان الأخرى وخططت لمسار التقدم التكنولوجي. ثُبتت أسعار البيع بالتجزئة للسلع الاستهلاكية عند مستويات تهدف إلى تنظيف (إخلاء) السوق. ثُبتت أيضًا أسعار السلع بالجملة، لكن ذلك كان يخدم المهمة المحاسبية أكثر من خدمته لآلية السوق. دفعت المزارع الجماعية أيضًا أسعار محددة مركزيًا مقابل الإمدادات التي تحتاجها، وعلى عكس القطاعات الأخرى تلقى عمالهم أجورًا تعتمد مباشرة على ربحية الاستثمار.
على الرغم من أن المؤسسات السوفييتية كانت محكومة نظريًا بمبدأ «المحاسبة»- والذي يتطلب منهم تلبية توقعات المخططين فيما يتعلق بنظام الأسعار المحددة للمدخلات والنتائج- فإنه لم يكن لديهم سيطرة تذكر على القرارات الكبرى التي تؤثر على عملهم. كان يقع على عاتق المديرين مسؤولية التخطيط للإنتاج الإجمالي المستقبلي، وهو ما قللوا من شأنه كي يتجاوزا التوقعات لاحقًا. تلقى المدراء مكافآت على وجود فائض في المنتج بغض النظر إن كان هذا الإنتاج بطريقة فعالة من حيث التكلفة أم كانت مؤسستهم ربحية بشكل عام. كانت المكافآت على النتائج تساوي تقريبًا «رواتب المدراء الأساسية». حفز النظام أيضًا الزيادات غير المجدية في حجم ووزن وتكلفة مخرجات الإنتاج، ذلك لمجرد أن يُنتج المزيد.

### ظهور المخططين الأمثلين
ظهرت الإصلاحات الاقتصادية خلال فترة مناقشات أيديولوجية كبيرة حول التخطيط الاقتصادي. كانت تعتبر وجهات النظر الرياضية و«السيبرانية» في البداية انحرافًا عن الاقتصاديات الماركسية التقليدية، التي اعتبرت أن قيمة السلعة تُستمد من العمل المطلوب لإنتاجها فقط. وصف هذا المبدأ، الذي شرحت عنه عدة كتب مثل كتاب ستالين لعام 1952 الذي حمل عنوان «مشاكل الاشتراكية الاقتصادية في الاتحاد السوفييتي»، نظام الأسعار بأنه من بقايا الرأسمالية والتي ستختفي في النهاية من المجتمع الشيوعي.
مع ذلك، منحت الاقتصادات المحوسبة كبار المخططين دورًا هامًا، حتى عندما كان يتم تعليم الاقتصاد السياسي اللينيني الماركسي التقليدي في معظم المدارس ويروج للاستهلاك العام. انعكس التأثير المتزايد للتخطيط الإحصائي في الاقتصاد السوفييتي من خلال إنشاء المعهد المركزي للاقتصاد الرياضي (تي إس إي إم آي) بإدارة فاسيلي سيرغيفيتش نيمتشينوف. حصل نيمتشينوف إلى جانب مخترع البرمجة الخطية ليونيد كانتروفيتش والمحلل الاستثماري فيكتور فالنتينوفيتش نوفوزيلوف على جائزة لينين في عام 1965. احتدمت المعركة بين التخطيط «المثالي» والتخطيط التقليدي طوال ستينيات القرن العشرين.
ركز اتجاه آخر في التخطيط الاقتصادي على «القيمة المعيارية للمعالجة»، أو على أهمية الاحتياجات والرغبات في تقييم قيمة الإنتاج.

### كوسيغين وبريزنيف بدلًا من خروتشوف
أصبحت التغييرات الرئيسية ممكنة في أنحاء العالم السوفييتي في عام 1964 مع الإطاحة بنيكيتا خروتشوف وصعود اليكسي كوسيغين وليونيد بريزنيف. كانت السياسة الاقتصادية مجالًا مهمًا للنقد الرجعي المناهض لخروتشوف في الصحافة السوفييتية. كان لهذا الميل الاقتصادي الإصلاحي في الاتحاد السوفييتي نتائج منطقية ولقي بعض الدعم المتبادل من أوروبا الشرقية.
انتقد كوسيغين عدم فعالية الاقتصاد السياسي وجموده تحت إدارة القيادة السابقة. قدم خطةً، تتضمن أفكارًا طرحها ليبرمان نيمتشينوف، في جلسة اللجنة المركزية للحزب الشيوعي في سبتمبر عام 1965. يمثل قبول اللجنة المركزية لخطة الإصلاح حدثًا مهمًا في تحول هذه الأفكار من النظرية إلى التطبيق.

## الأساس المنطقي
وفقًا للمنطق الرسمي للإصلاح، فإن التعقيد المتزايد للعلاقات الاقتصادية حدّ من فعالية التخطيط الاقتصادي وبالتالي خفض من النمو الاقتصادي. كان من الأمور المسلم بها أن نظام للتخطيط الموجود لم يحفز المؤسسات على بلوغ أهداف عالية أو إدخال ابتكارات تقنية وتنظيمية.
طرحت الصحف، مع زيادة حرية الانحراف عن عقيدة الحزب علنًا، مقترحات جديدة للاقتصاد السوفييتي. نشر مهندس الطائرات أو.أنتونوف مقالًا في صحيفة إزفيستيا بتاريخ 22 نوفمبر، 1961، بعنوان «لنفسك وللجميع» - ينادي بمزيد من السلطة لمديري المؤسسات.
جاء الأساس المنطقي الاقتصادي للإصلاح، والذي انتشر على نطاق واسع، من خلال إيفسي ليبرمان من معهد خاركوف للهندسة والاقتصاد. نُشر مقال كتبه ليبرمان عن هذا الموضوع بعنوان «الخطط، والأرباح والمكافآت» في صحيفة برافادا في سبتمبر عام 1962. ناقش ليبرمان، متأثرًا «بالمحسنين» الاقتصاديين، إعادة إدخال الربحية كمؤشر اقتصادي أساسي. طرح ليبرمان فكرة أن المصلحة الاجتماعية يمكن أن تتقدم من خلال الإعداد الدقيق لعناصر الاقتصاد الجزئي: «ما هو مربح للمجتمع يجب أن يكون مربحًا لكل المؤسسات».
انتُقدت هذه المقترحات وكانت مثيرة للجدل خاصة باعتبارها تراجعًا نحو نظام اقتصادي رأسمالي. زعم المنتقدون أيضًا أن الاعتماد على الربحية من شأنه أن يضعف النسب التي يتم إنتاجها من سلع مختلفة.

دافع في. ترابزينوف عن موقف مشابه لموقف ليبرمان في صحيفة برافادا في أغسطس من عام 1964، وكتب عن ذلك:
«حان الوقت لتجاهل الأشكال البالية من الإدارة الاقتصادية المرتكزة على القواعد التعليمية، والانتقال إلى نوع أبسط وأقل تكلفة وأكثر فعالية للتحكم بنشاطات المؤسسات. يجب أن يُصمم هذا التحكم بحيث يجد موظفو المؤسسة أنه من المربح اقتصاديًا تنظيم ذلك العمل وفق خطوط مربحة للاقتصاد الوطني أيضًا».
قال ترابزينيكوف، على عكس ليبرمان في عام 1962، أن صانعي القرار في الحزب تبنوا الحاجة للإصلاح وكان على وشك أن يتحول إلى حقيقة. في الشهر التالي، نشرت صحيفة برافدا ست مقالات أخرى كتبها أكاديميون ومخططون ومدراء يدعون إلى الإصلاح. كان آخرها من ليبرمان وكان النقد هذه المرة خافتًا.
بدأت العديد من التجارب الاقتصادية لاختبار مقترحات ليبرمان. بدأت هذه الاختبارات في عام 1964 بسياسات جديدة كما في مصنعي الملابس: بلشيفيشكا في موسكو والماياك في غوركي. عندما أثبتت التجارب في مصانع الملابس نجاحها بشكل كبير، توسعت التجربة لتشمل نحو 400 مؤسسة أخرى، معظمها في المدن الكبرى. تضمنت إحدى التجارب في لفيف منجم فحم ومصانع تنتج الملابس والأحذية ومعدات رفع الأثقال. قيل إن منجم الفحم بالتحديد أصبح مربحًا أكثر بعد الانتقال إلى نظام المكافآت ونظام اتخاذ قرارات أكثر استقلالية. من ناحية ثانية، واجهت بعض المصانع التجريبية مشاكل بسبب عدم موثوقية الموردين الذي استمروا بالعمل وفق النظام القديم. واجه مصنع الماياك مشكلة في محاولته تنفيذ الإصلاحات التجريبية المعتمدة مركزيًا، في الحين الذي كان يتلقى فيه أوامر متناقضة من المجلس المحلي للمنطقة.